# Liste des ministres italiens de l'Économie et des Finances
Cet article dresse la liste des ministres italiens de l'Économie et des Finances depuis la création du ministère, en 2001.
Le ministre actuel est Giancarlo Giorgetti, nommé le 22 octobre 2022 par le président de la République Sergio Mattarella, sur proposition de la présidente du Conseil des ministres Giorgia Meloni.

## Liste des ministres
| Ministre (Naissance-Décès) | Ministre (Naissance-Décès)                             | Mandat                                                      | Parti | Parti            | Gouvernement      |
| -------------------------- | ------------------------------------------------------ | ----------------------------------------------------------- | ----- | ---------------- | ----------------- |
|                            | Giulio Tremonti (1947–)                                | 11 juin 2001 – 3 juillet 2004 3 ans et 22 jours             |       | FI               | Berlusconi II     |
|                            | Domenico Siniscalco (1957–)                            | 16 juillet 2004 – 22 septembre 2005 1 an, 2 mois et 6 jours |       | Indépendant      | Berlusconi II·III |
|                            | Giulio Tremonti (1947–)                                | 22 septembre 2005 – 8 mai 2006 7 mois et 16 jours           |       | FI               | Berlusconi III    |
|                            | Tommaso Padoa-Schioppa (1940–2010)                     | 17 mai 2006 – 8 mai 2008 1 an, 11 mois et 21 jours          |       | Indépendant      | Prodi II          |
|                            | Giulio Tremonti (1947–)                                | 8 mai 2008 – 16 novembre 2011 3 ans, 6 mois et 8 jours      |       | PDL              | Berlusconi IV     |
|                            | Mario Monti Président du Conseil des ministres (1943–) | 16 novembre 2011 – 11 juillet 2012 7 mois et 25 jours       |       | Indépendant      | Monti             |
|                            | Vittorio Grilli (1957–)                                | 11 juillet 2012 – 28 avril 2013 9 mois et 17 jours          |       | Indépendant      | Monti             |
|                            | Fabrizio Saccomanni (1942–2019)                        | 28 avril 2013 – 22 février 2014 9 mois et 27 jours          |       | Indépendant      | Letta             |
|                            | Pier Carlo Padoan, (1950–)                             | 22 février 2014 – 1er juin 2018 4 ans, 3 mois et 8 jours    |       | Indépendant / PD | Renzi             |
| Gentiloni                  | Pier Carlo Padoan, (1950–)                             | 22 février 2014 – 1er juin 2018 4 ans, 3 mois et 8 jours    |       | Indépendant / PD |                   |
|                            | Giovanni Tria (1948– )                                 | 1er juin 2018 – 5 septembre 2019 1 an, 3 mois et 4 jours    |       | Indépendant      | Conte I           |
|                            | Roberto Gualtieri (1966–)                              | 5 septembre 2019 – 13 février 2021 1 an, 5 mois et 8 jours  |       | PD               | Conte II          |
|                            | Daniele Franco (1953– )                                | 13 février 2021 – 22 octobre 2022 1 an, 8 mois et 9 jours   |       | Indépendant      | Draghi            |
|                            | Giancarlo Giorgetti (1966– )                           | depuis le 22 octobre 2022 2 ans, 4 mois et 20 jours         |       | Ligue            | Meloni            |